# Заатара
Заатара (араб. زعترة‎) — деревня на северо-западе Иордании, расположенная на территории мухафазы Аджлун. Входит в состав района Аджлун.

## Географическое положение
Деревня находится в центральной части мухафазы, в гористой местности, к востоку от реки Иордан, на расстоянии приблизительно 36 километров (по прямой) к северо-западу от столицы страны Аммана.

## Население
По данным официальной переписи 2015 года численность население составляла 151 человек (94 мужчины и 57 женщин). В деревне насчитывалось 38 домохозяйств.